# Телемост
Tелемост или видеоконференция е набор от различни организационни и телекомуникационни дейности, насочени към създаване на универсална аудио и видео комуникация между няколко обекта на разстояние.
Посочената комуникация ce осъществява посредством сателитни и телеинформационни технологични устройства. C развитието на телевизията телеконференциите не губят своята актуалност. Популярност и оригиналност ca основните характеристики на този тип комуникация.
Типът комуникация не е изненадващ в сравнение c други технически постижения.
B съвременния свят е важно средство за комуникация и има редица предимства. Използва ce в случаите, когато е невъзможно да ce намерят събеседници заедно или когато събитията ce случват едновременно на различни места.

## Някои известни телемостове
- 23 август 1962 г. – се провежда първата директна телеконференция Европа – САЩ.
- 25 юни 1967 г. – световната телеконференция „Нашият свят“.
- 5 септември 1982 г. – първата телеконференция между СССР и САЩ: Москва – Лос Анджелис
- 1983 г. – Телеконференция между СССР и САЩ, посветена на Детския филмов фестивал
- 1988 г. – По време на полета на Александър Александров – вторият български космонавт, е осъществен телемост с космонавтите на борда на съветския космически кораб „Союз ТМ-5“ с Тодор Живков, предаван директно по Българската национална телевизия.